# چاسینیول، اندر
چاسینیول، اندر (به فرانسوی: Chassignolles) یک کمون در فرانسه است که در اندر واقع شده‌است. چاسینیول ۲۹٫۹۴ کیلومتر مربع مساحت و ۵۸۳ نفر جمعیت دارد و ۲۸۳ متر بالاتر از سطح دریا واقع شده‌است.